# Diwanit Bugale
"Diwanit Bugale" ("Que nasçam crianças") foi a canção que representou a França no Festival Eurovisão da Canção 1996 que teve lugar em Oslo, na Noruega em 18 de maio de 1996.
A referida canção foi interpretada em bretão por  Dan Ar Braz & L'Héritage des Celtes. Foi a décima-terceira canção a ser interpretada na noite do festival, a seruir à canção norueguesa "I evighet, interpretada por Elisabeth Andreassen e antes da canção eslovena "Dan najlepših sanj", cantada por  Regina. Terminou a competição em décimo-nono lugar 8entre 26 participantes), tendo recebido um total de 18 pontos. 
Apesar da fraca classificação, a canção é memorável, por ter sido a primeira ocasião em que uma canção francesa no Festival Eurovisão da Canção não tinha qualquer palavra em francês. Ainda por cima, não houve qualquer gravação desta canção em francês. Durante os anos 90, o Festival Eurovisão da Canção foi dominado pela Irlanda que venceu a competição por 4 vezes (três das quais seguidas, entre 1992 e 1994) com músicas inspiradas pela música celta e esta canção é considerada por muitos como uma resposta gaulesa à popularidade daquele estilo de música. Foi a segunda vez que se ouviu no Festival Eurovisão da Canção, uma canção em língua celta: a primeira vez fora em 1972, ano em que foi interpretada a canção Ceol an Ghrá por Sandie Jones, em  irlandês. 
No ano seguinte, em 1997, a França seria representada por Fanny com  "Sentiments songes".

## Autores
- Letrista: Dan Ar Braz
- Compositor: Dan Ar Braz
- Orquestrador: Fiachra Trench

## Letra
A canção com letra e música de  Ar Braz - é uma balada, na qual os cantores exprimem o seu desejo para que nasçam crianças "com olhos cheios de sorrisos sobre a chuva" e "de grandes combates e acordo", o que significa a prevenção de desacordos entre as pessoas do mundo. A letra também contém as linhas "e tão lindo é o teu caminho/falar esta língua/que me escapa outra vez", que pode ser interpretada como um elogio à língua bretã, ou como um elogio geral a palavras calmas. 

## Outras versões
- versão alternativa em bretão [4:16]